# 竹園洞游泳池

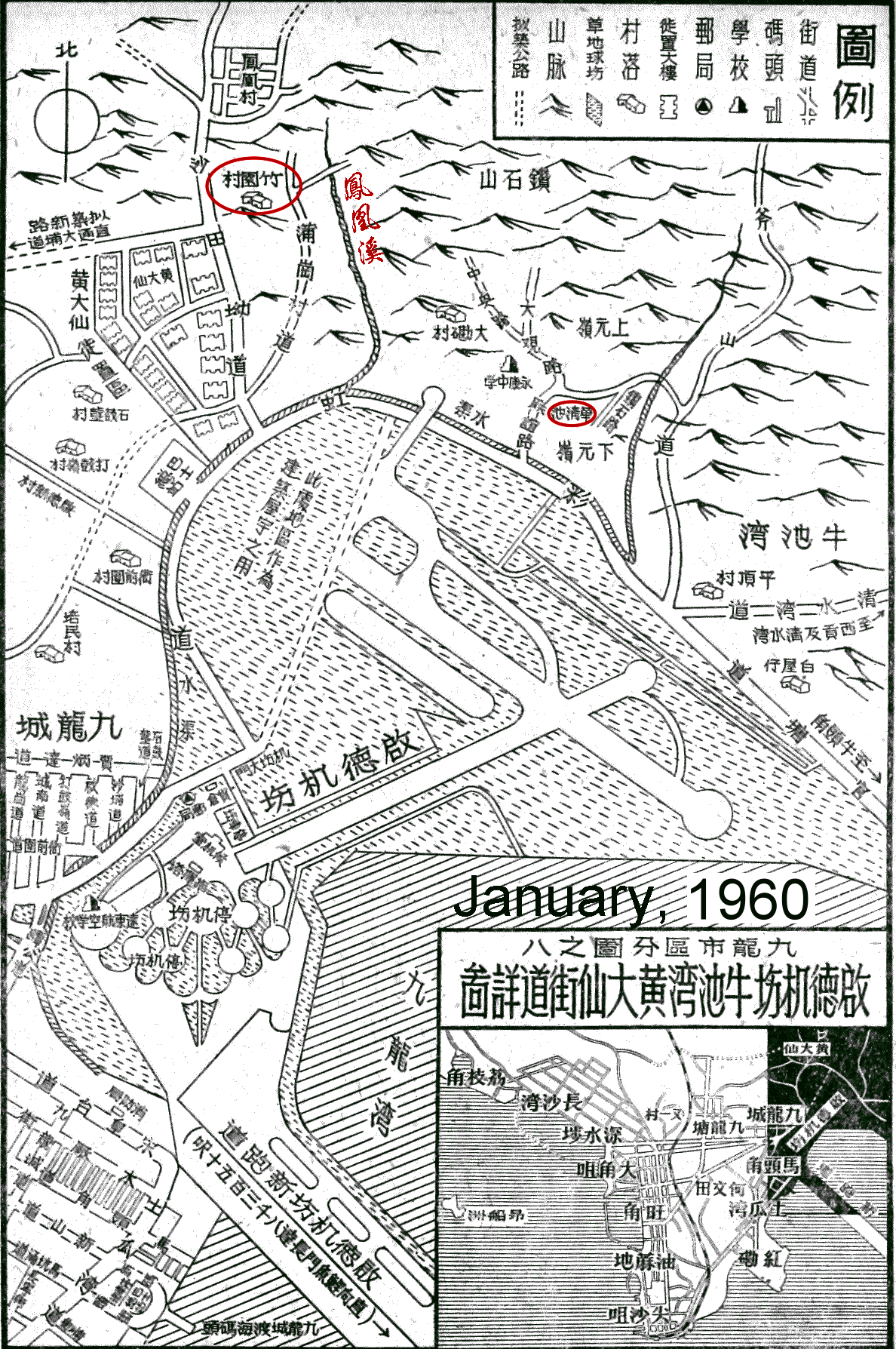
香港九龍鑽石山的竹園洞游泳池之位置圖(1960年1月)

竹園洞游泳池 （1947年10月5日–？）位於九龍鑽石山西麓山腳到慈雲山去的路上之已結業游泳池，現址為鳳德邨商場。竹園洞佔地9萬餘平方英呎，由「香港九龍居民聯合會」營運，它是環境四周圍上竹欄花圃之雅緻園林游泳場，附有小型動物園及滾軸溜冰場，有高級及初級兩個混凝土游泳池，其中25公呎的標準高級游泳池，橫70英呎、最淺處深4英呎；最深處深6英呎3英吋，可供11人一同競泳，兩邊設有扶梯、滑水臺及跳水板。水源採用由鳳凰溪以明渠引入的天然山澗，並由游泳池底部流出，涓流不息的活水池。
- 1947年10月4日（星期六）中午12時在九龍尖沙嘴彌敦道174號「雄雞餐廳」設午宴 [2]，招待新聞界數十位記者，然後僱用7輛計程車參觀介紹游泳場的建築；1947年10月5日（星期日）上午11時正式開幕，由「勵進泳團」及「東方會」的男女泳將表演；此外粵曲伶人：妙生、秀英、麗珠、鶯兒獻唱；音樂拍和：司徒森、尹巨忠、黃萍、麥金福、劉啟耀、葉志蘇[1]。

- 1948年5月20日(星期四)為中華民國首任大總統暨副總統就職盛典，該游泳池曾在當天不收門卷，免費開放予公眾入場。並舉行「水藝會」，由破中華民國「全國運動會」紀錄的「勵進團」團員黃婉貞、黃婉生姊妹表演[3][4][5]。

- 聘請關帝炳及陳昭常主理游泳訓練班，培育游泳健將，由1948年5月30日(星期日)開始，每晚6時30分至7時30分教授[6]。

香港公眾泳池
- 1950年7月30日(星期日)下午2時舉行開幕典禮，由羅品超及楊維漢( 藝名：白雲)擔任司儀，粵劇紅伶及電影女星：芳艷芬、紫羅蓮、麗兒、鄧美美、梁碧玉、葉萍、秦小梨到場剪綵，並有表演助慶，包括溜冰表演；「幸運團」、「勵進團」及英國皇家空軍游泳表演；水球隊等節目[7]。